# Montreuil-sur-Epte
Montreuil-sur-Epte ist eine französische Gemeinde mit 382 Einwohnern (Stand 1. Januar 2022) im Westen des Département Val-d’Oise in der Region Île-de-France. Die Bewohner nennen sich Montreuillois bzw. Montreuilloises.

## Geografie
Die Gemeinde Montreuil-sur-Epte befindet sich im Tal der Epte. Der Fluss bildet die Grenze zur Region Normandie. Das Gemeindegebiet gehört zum Regionalen Naturpark Vexin français.
Nachbargemeinden von Montreuil-sur-Epte sind
- Buhy im Norden,
- La Chapelle-en-Vexin im Nordosten,
- Ambleville im Osten und Südosten,
- Bray-et-Lû im Süden,
- Vexin-sur-Epte mit Dampsmesnil im Westen und Berthenonville im Nordwesten.

Zu Montreuil-sur-Epte gehören auch die Weiler Ansicourt und Copierres.

## Geschichte
Funde aus der Vorgeschichte bezeugen eine frühe Besiedlung.

## Sehenswürdigkeiten
- Kirche Saint-Denis[1], erbaut ab dem 13. Jahrhundert (Monument historique)
- Pont d’Aveny (Brücke)[2], erbaut 1744 (Monument historique)
- Allée couverte de Copierres oder  Vielle Cote[3] (Monument historique)

## Bevölkerungsentwicklung
| Jahr      | 1962 | 1968 | 1975 | 1982 | 1990 | 1999 | 2007 | 2019 |
| --------- | ---- | ---- | ---- | ---- | ---- | ---- | ---- | ---- |
| Einwohner | 202  | 231  | 182  | 202  | 299  | 350  | 441  | 406  |